# علي اليزيدي
علي أحمد علي اليزيدي لاعب كرة قدم قطري . 

## مسيرة اللاعب
لعب في نادي الريان ونادي أم صلال ونادي الخور.